# Luigi Weiss
Pour les articles homonymes, voir Weiss.
Luigi Weiss, né le 17 décembre 1951 à Vattaro, est un biathlète italien. Il est également un skieur alpiniste.

## Biographie
Il remporte la première édition du Trofeo Mezzalama en ski-alpinisme (considéré comme le championnat du monde cet hiver), dans la catégorie militaire.
En biathlon, il fait ses débuts internationaux en 1975 et concourt jusqu'en 1984.
Aux Championnats du monde 1979, il remporte la médaille de bronze au sprint, pour son unique podium.
Il participe aussi aux Jeux olympiques d'hiver de 1976 et de 1980.

## Palmarès

### Jeux olympiques d'hiver
| Épreuve / Édition   | Individuel | Sprint                           | Relais |
| ------------------- | ---------- | -------------------------------- | ------ |
| JO 1976 Innsbruck   | -          | Épreuve inexistante à cette date | 6e     |
| JO 1980 Lake Placid | -          | 18e                              | 9e     |

### Championnats du monde
- Championnats du monde 1979 à Ruhpolding (Allemagne de l'Ouest):
  -  Médaille de bronze au 10 km sprint.